# 沢井則江
沢井 則江（さわい のりえ、1月2日 - )は、日本のナレーター。大阪府出身。血液型はAB型。161cm。所属事務所はキャラ。

## 人物
- 大谷女子大学英文科卒業。
- 日本語教師、華道小原流一級脇教授の資格を持つ。
- 1983年デビュー[1]。

## 出演

### テレビ
- 太陽とともだち
- 大阪シティメッセージ
- 交通安全ミニドラマ（母役）
- てるてる真昼間
- クイズ花博ランド
- 心の時間

### ラジオ
- Kiss FM KOBE ニュース

### 番組ナレーション
- マジっすか
- 吉本ワンニャン大行進
- FNNスーパーニュースアンカー
- すご腕バウト
- ムーブでブーム
- 姫路のひろば
- JRAスペシャル
- ウェルベストテレビショッピング

### CMナレーション
- ラジオ関西CM契約
- アート引越センター
- 延羽の湯
- ホテルニュー淡路
- マルエス
- ようじや
- 東昌グループ
- 奈良県
- 青森りんごの会
- 串本町観光協会
- 大阪デザイン専門学校
- パナソニック
- オムロン
- NTT
- ハドソン
- 三井不動産
- 日本旅行
- FM OSAKA告知CM
- ロイヤルパインズホテル
- ライフ
- ヤマダ電機

### VPナレーション
- 任天堂
- 水道局(大阪市、泉佐野市)
- 小野薬品
- 富士通（人事）
- 琵琶湖
- メロディアン
- 森永製菓
- きんでん
- 関西ペイント
- ダイトエレクトロン
- 浄土宗
- マックスファクター
- 大阪ガス
- ネクスコ西日本
- 和束町
- 彦根城
- 建設省
- 総務省
- 障害者キャンペーン事業
- 箕面市
- 豊中市
- ダスキン
- JA
- 神戸製鋼所
- 積水化学
- ニプロ
- 野村不動産
- 積水ハウス
- 長谷工グループ
- 帝人
- ほっかほっか亭
- 関西電気保安協会
- 日能研学習教材
- アークアカデミー
- 学校法人西大和学園
- 椿本チエイン
- ブリヂストンダンロップ

### ゲーム
- 戦巫女 -Vestal virgin-（飛鳥ちとせ）

### DVDアニメ
- ムント(リュエリ)

### パチスロ
- はぐれ雲(かめ）

### 車内アナウンス
- 京都市営バス
- 神姫バス
- 湖国バス
- 信楽高原鐵道
- 近江鉄道
- つくばエクスプレス←駅放送担当

### 店内ナレーション
- デイリーカナート
- ヤマトヤシキ
- 山陽百貨店
- 東宝系映画館
- 阪急三番街
- デュオ神戸
- オークタウン